# Ceratogonia bicornuta
Ceratogonia bicornuta är en skalbaggsart som beskrevs av Hermann Julius Kolbe 1899. Ceratogonia bicornuta ingår i släktet Ceratogonia och familjen Melolonthidae. Inga underarter finns listade i Catalogue of Life.